# Moteur Ferrari 12 cylindres à plat
Pour les articles homonymes, voir Ferrari.
Les moteurs Ferrari F102, F110, F113 de 12 cylindres à plat (en anglais : Ferrari flat-12 engine) sont une gamme de moteur à essence de 12 cylindres à plat, du constructeur automobile italien Ferrari, fabriqués entre 1973 et 1996 par l'usine Ferrari de Maranello, pour motoriser les Ferrari Berlinetta Boxer et Ferrari Testarossa, et évolutions.

## Historique
Cette gamme de moteur « V12 à plat » d'Enzo Ferrari est conçue par les motoristes Ferrari Angelo Bellei et Giuliano de Angelis, pour succéder à la précédente gamme de moteur V12 Colombo et Lampredi (en) (1947-1988) des motoristes Gioacchino Colombo et Aurelio Lampredi. Elle motorise les Ferrari Berlinetta Boxer et Ferrari Testarossa, pour succéder aux Ferrari 365 Daytona (1968-1973) et rivaliser avec les Lamborghini Miura (1966-1973) et Lamborghini Countach (1974-1990), voitures de sport les plus puissantes et rapides de leur époque.

Ferrari Berlinetta Boxer
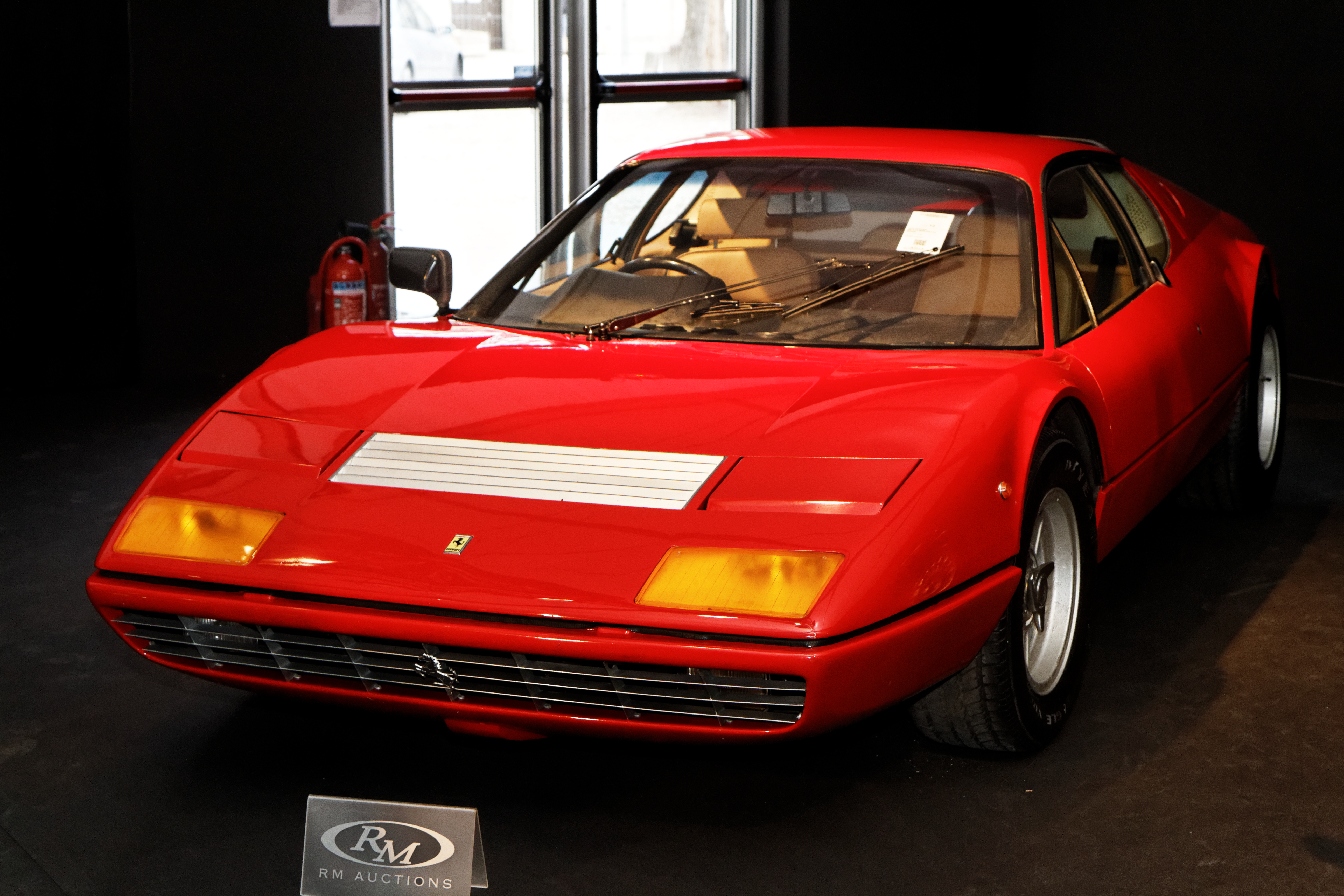
Ferrari 365 GT4 BB (1973).
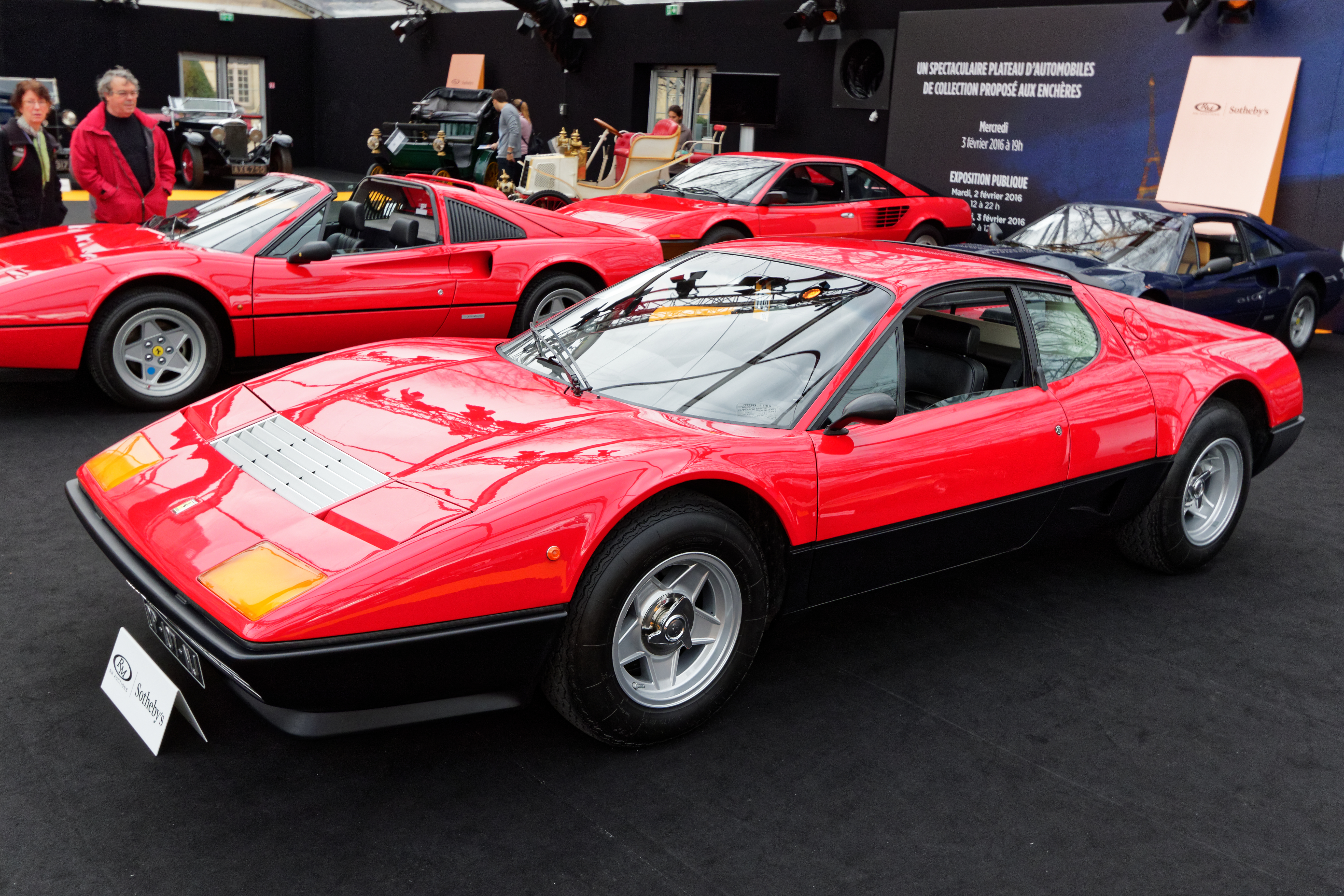
Ferrari 512 BB (1976).
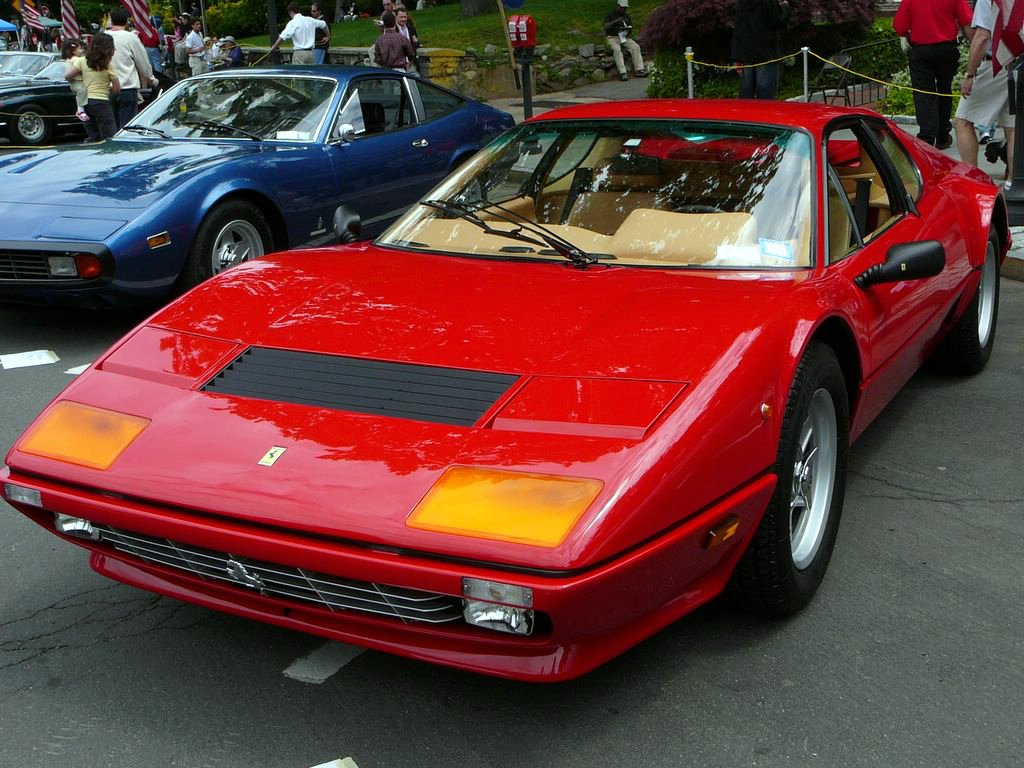
Ferrari 512 BBi (1981).

Le moteur est dérivé des V12 à plat de Ferrari 312 B de Formule 1 (deuxième du championnat des constructeurs du championnat du monde de Formule 1 1970) et Ferrari 312 PB sport-prototype, du chef motoriste Scuderia Ferrari Mauro Forghieri, ainsi que des Ferrari 312 T (champion du monde des constructeurs 1975, 1976, 1977 et 1979, et champion du monde de Formule 1 des pilotes 1975, 1977 et 1979) avec bloc et culasses en alliage d'aluminium léger, cylindrées, alésages, bielles et pistons de Ferrari 365 Daytona précédentes, deux soupapes par cylindre, double arbre à cames en tête (DACT), double carburateur Weber à triple starter, etc.

Ferrari Testarossa et évolutions
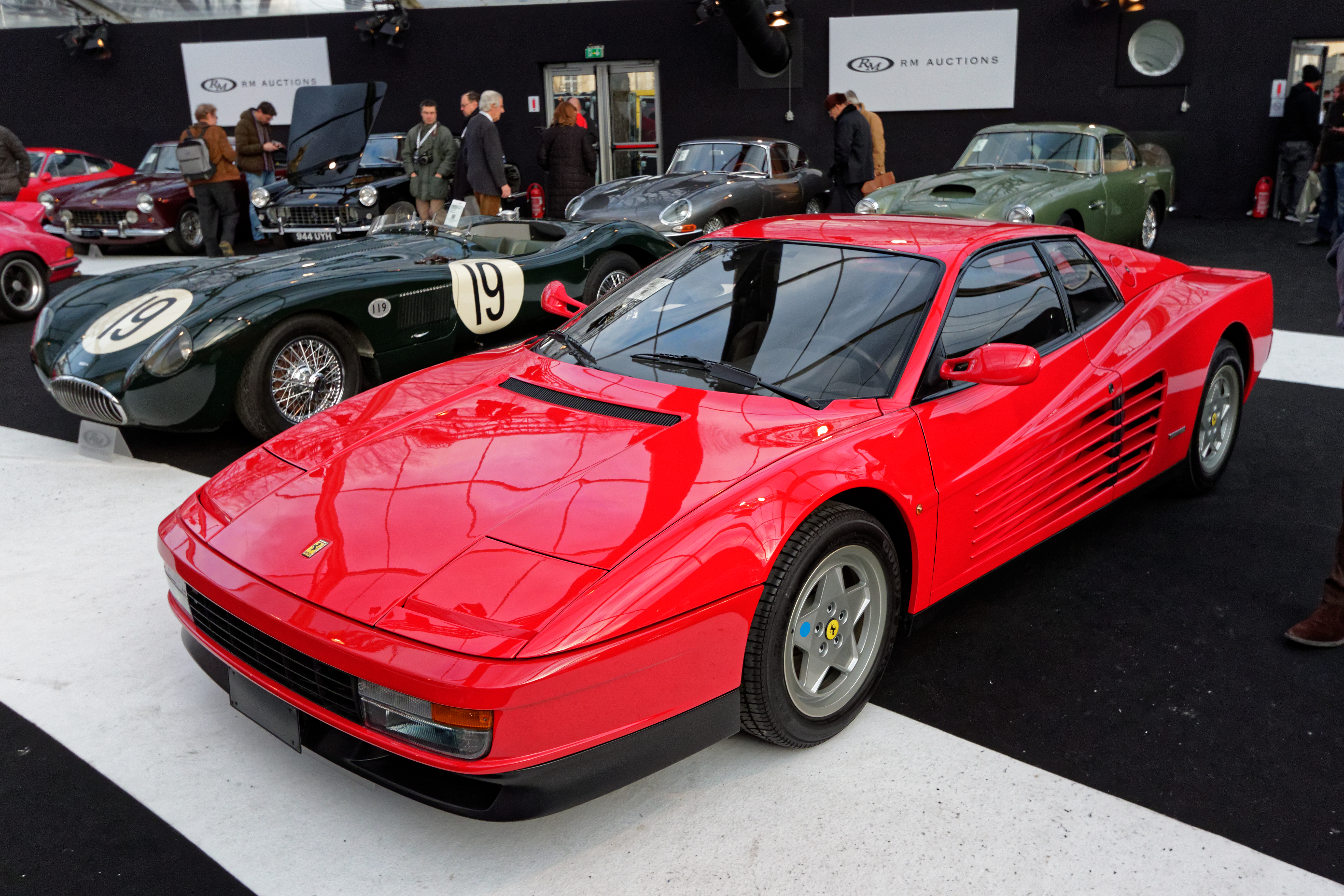
Ferrari Testarossa (1984).
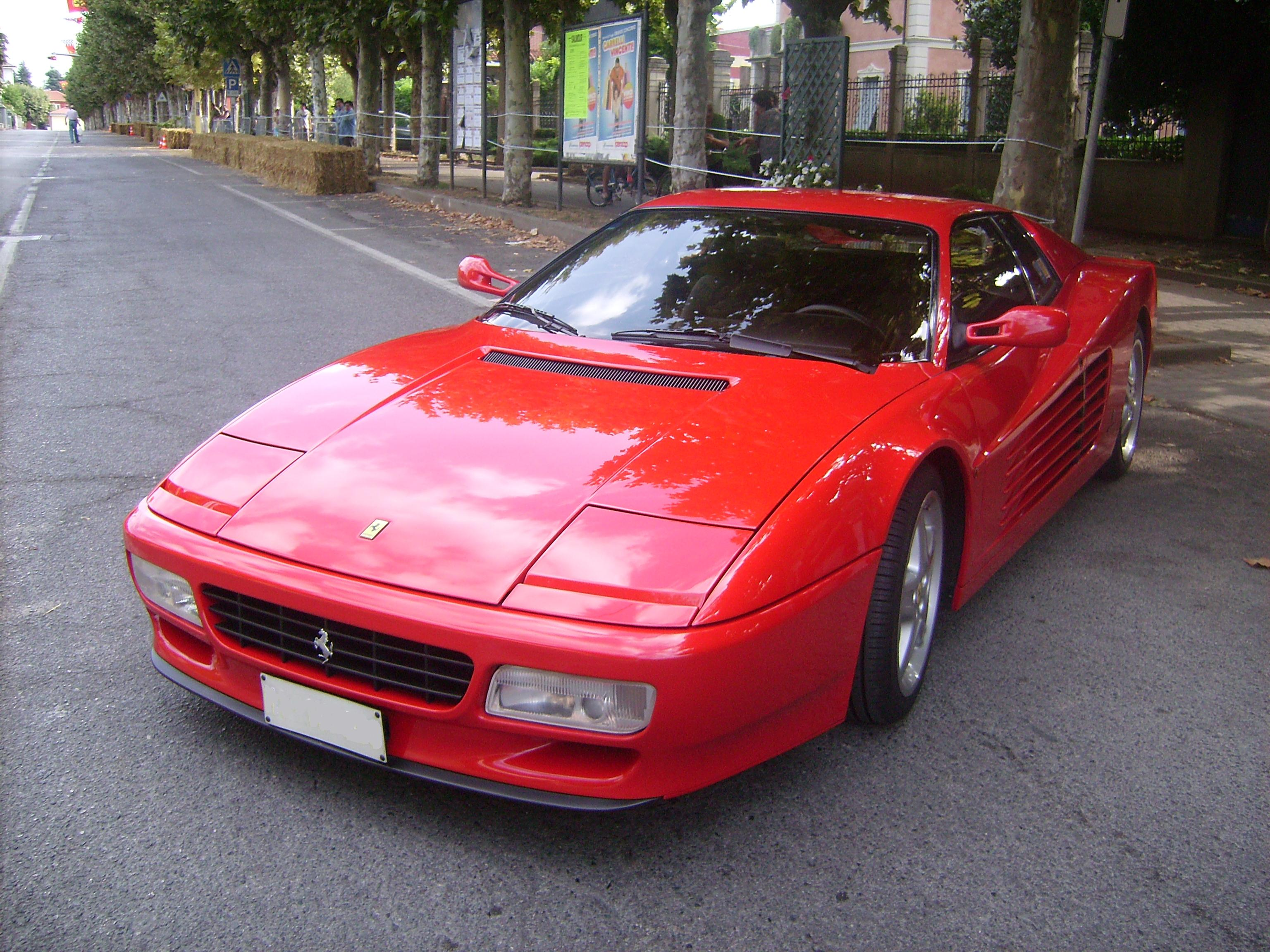
Ferrari 512 TR (1992).
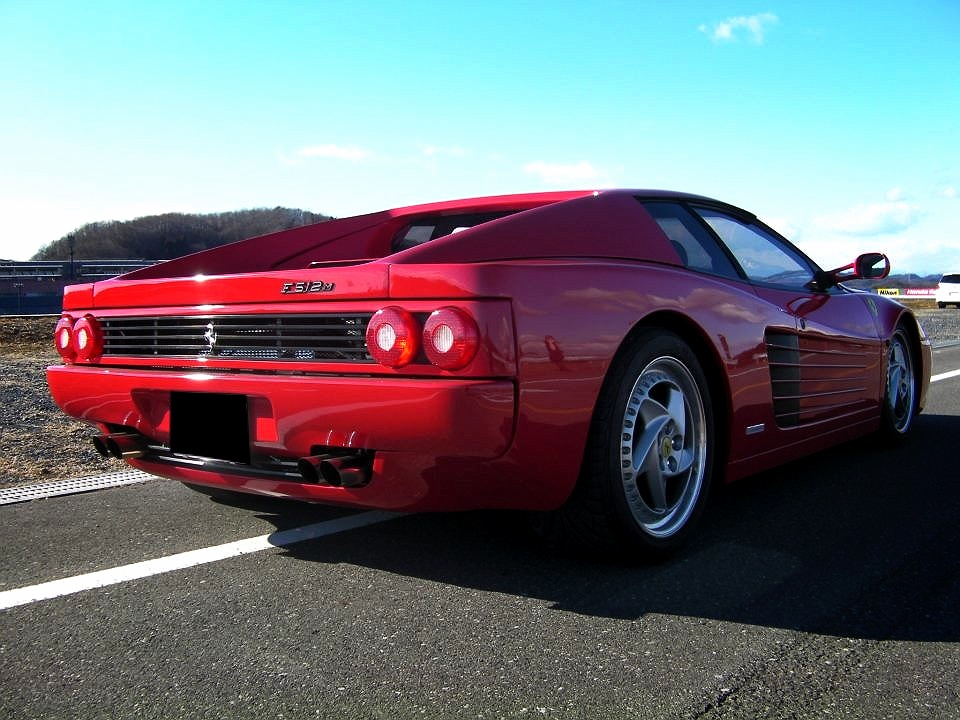
Ferrari F512 M (1994).
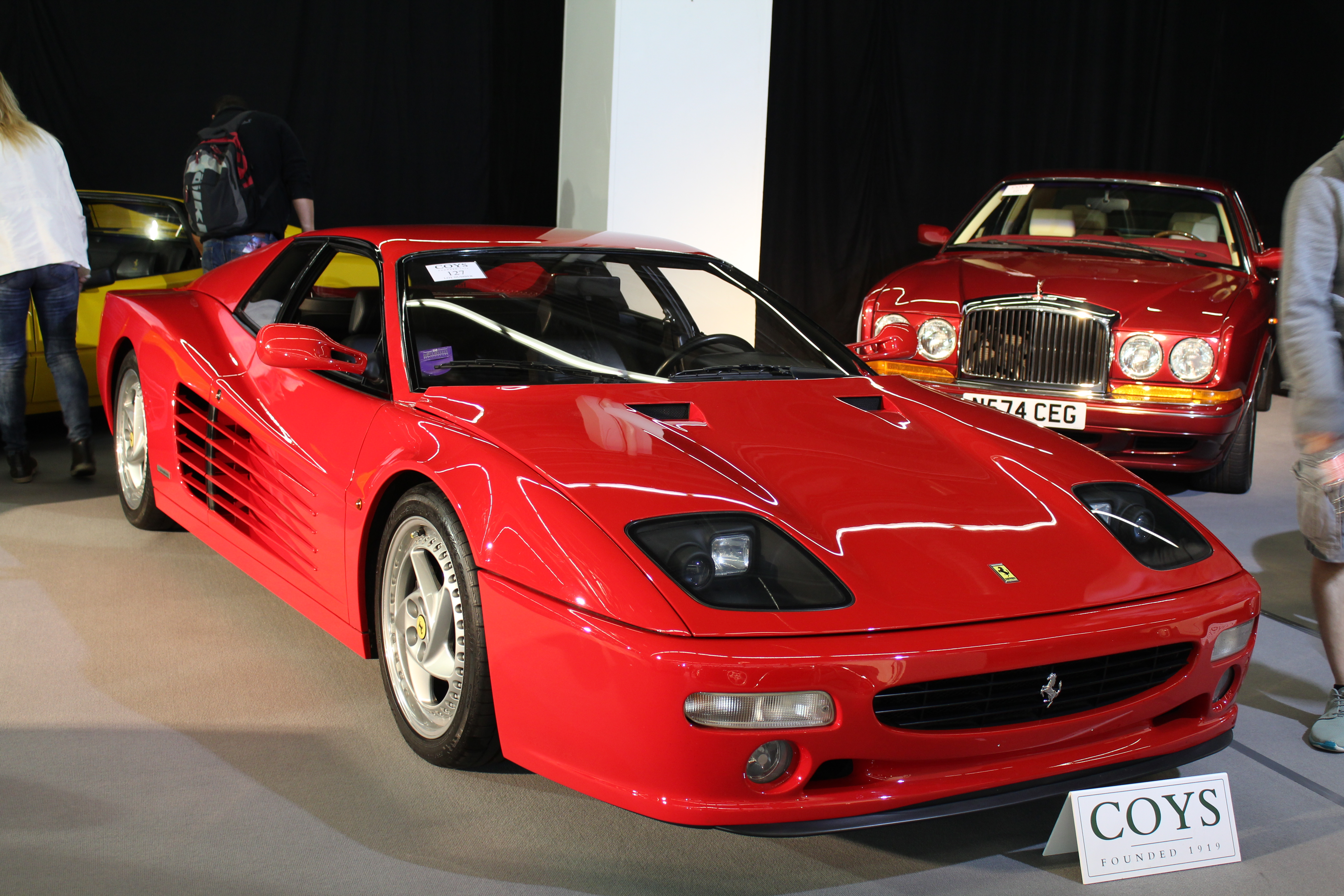
Ferrari F512 M (1994).

La cylindrée passe de 4,3 à 4,9 L pour une puissance de 360 ch avec la version F102B de 1976, et la version F110A de 1981 adopte le système d'injection mécanique Bosch K-Jetronic. La version F113A de Ferrari Testarossa de 1984 est poussée à 390 ch avec 48 soupapes (quatre soupapes par cylindre) et allumage électronique Marelli Microplex. Un pot catalytique est adapté sur les versions américaines et japonaises F113 A040 de 1984, et F113 B européennes de 1986. La version F113D des Ferrari 512 TR de 1991 est poussée à 428 ch avec le système d'injection et d'allumage combiné Bosch Motronic (en) et agrandissement des soupapes, puis à 440 ch avec la version F113G des Ferrari F512 M de 1994, avec vilebrequin allégé, et bielles et pistons en alliage de titane.
Les moteurs V12 à 65° F116/F133 (en) de Ferrari 550 Maranello (1996-2002) leur succède.

## Versions
| Code moteur | Cylindrée       | Alésage × course | Années    | Modèle                                         | Puissance et régime   | Note                                 |
| ----------- | --------------- | ---------------- | --------- | ---------------------------------------------- | --------------------- | ------------------------------------ |
| F102 A      | 4,4 L 4 390 cm3 | 81 × 71 mm       | 1973-1976 | Ferrari 365 GT4 BB                             | 352 ch à 7 200 tr/min |                                      |
| F102 B      | 4,9 L 4 943 cm3 | 82 × 78 mm       | 1976-1981 | Ferrari 512 BB                                 | 360 ch à 6 200 tr/min |                                      |
| F110 A      | 4,9 L 4 943 cm3 | 82 × 78 mm       | 1981-1984 | Ferrari 512 BBi                                | 340 ch à 6 000 tr/min | Injection mécanique Bosch K-Jetronic |
| F113 A      | 4,9 L 4 943 cm3 | 82 × 78 mm       | 1984-1986 | Ferrari Testarossa (Europe)                    | 390 ch à 6 300 tr/min | Injection mécanique Bosch K-Jetronic |
| F113 A 040  | 4,9 L 4 943 cm3 | 82 × 78 mm       | 1984-1991 | Ferrari Testarossa (Amérique du Nord et Japon) | 375 ch à 5 750 tr/min | Pot catalytique                      |
| F113 B      | 4,9 L 4 943 cm3 | 82 × 78 mm       | 1986-1991 | Ferrari Testarossa (Europe)                    | 390 ch à 6 300 tr/min | Pot catalytique                      |
| F113 D      | 4,9 L 4 943 cm3 | 82 × 78 mm       | 1991-1994 | Ferrari 512 TR                                 | 428 à 6 750 tr/min    |                                      |
| F113 G      | 4,9 L 4 943 cm3 | 82 × 78 mm       | 1994-1996 | Ferrari F512 M                                 | 440 à 6 750 tr/min    |                                      |